# バッティステッロ・カラッチョロ
バッティステッロ・カラッチョロとして知られるジョヴァン・バッティスタ・カラッチョロ（Battistello Caracciolo、本名、Giovanni Battista Caracciolo、1578年 - 1635年）はイタリアの画家である。ナポリにおけるカラヴァッジオの絵のスタイルに追随したカラヴァジェスティと呼ばれる画家であり、ベリサリオ・コレンツィオやホセ・デ・リベーラとともに、「17世紀ナポリ派（Pittura napoletana del Seicento）」を形成した。

## 略歴
当時スペインの統治下にあったナポリで生まれた。ナポリの画家フランチェスコ・インパラート(Francesco Imparato)やファブリツィオ・サンタフェーデ(Fabrizio Santafede)の弟子であったとされる。ベリサリオ・コレンツィオ（1558–1646）のもとで、17世紀の初頭にナポリのモンテ・ディ・ピエタ礼拝堂の装飾の仕事をしている。
カラッチョロらの絵のスタイルに影響を与えたカラヴァッジオがローマから殺人犯としての逮捕を逃れるためにナポリに移ってきたのは1606年末のことで、この時は8カ月ばかりの滞在であり、シチリアに移った後、1909年から短期間、再びナポリに滞在した。短期間の滞在であったがナポリの画家たちのスタイルに影響を与え、カラッチョロをはじめ、ホセ・デ・リベーラやカルロ・セリット(Carlo Sellitto)、アルテミジア・ジェンティレスキ、マッティア・プレーティといったカラヴァッジオの絵のスタイルに追随する画家が生まれた。
この頃まで、カラッチョロは個人の顧客のための作品を描いていたが、1607年にナポリのサンタ・マリア・デッラ・ステラ教会(Chiesa di Santa Maria della Stella)の祭壇画を描き 、その作品にはカラヴァッジオの影響が見られる。
1612年にローマに旅し、ローマではオラツィオ・ジェンティレスキの影響も受けてその影響は1615年に描いたナポリのピオ・モンテ・デッラ・ミゼリ・コルディア教会(Pio Monte della Misericordia)の装飾画に現れている。
1618年以降も、ジェノヴァ、ローマ、フィレンツェも訪れ、ローマでは、古典主義の復活させようとする画家たちの作品に触れ、「17世紀ボローニャ派」のアンニーバレ・カラッチらのスタイルにも触れ、自らのスタイルを創り上げた。

## 作品

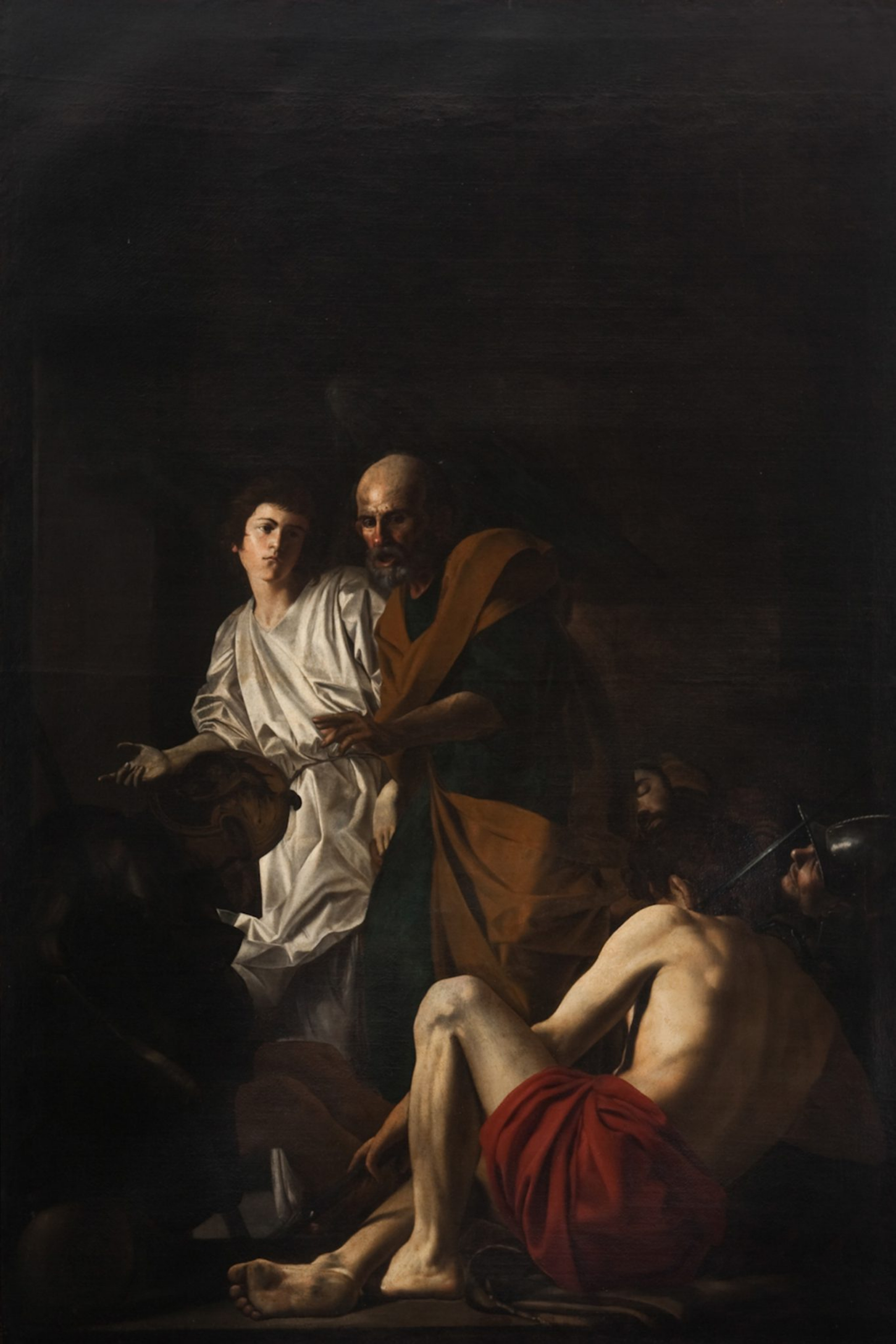
聖ペテロの解放 (1615) ピオ・モンテ・デッラ・ミゼリ・コルディア教会
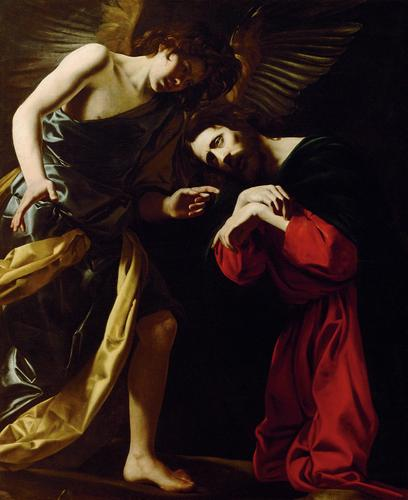
オリーヴ山上のキリスト 美術史美術館蔵
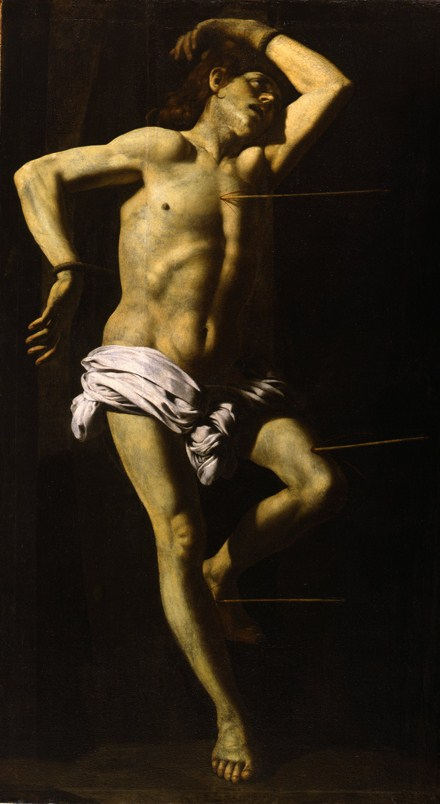
『聖セバスティアヌスの殉教』 フォッグ美術館蔵
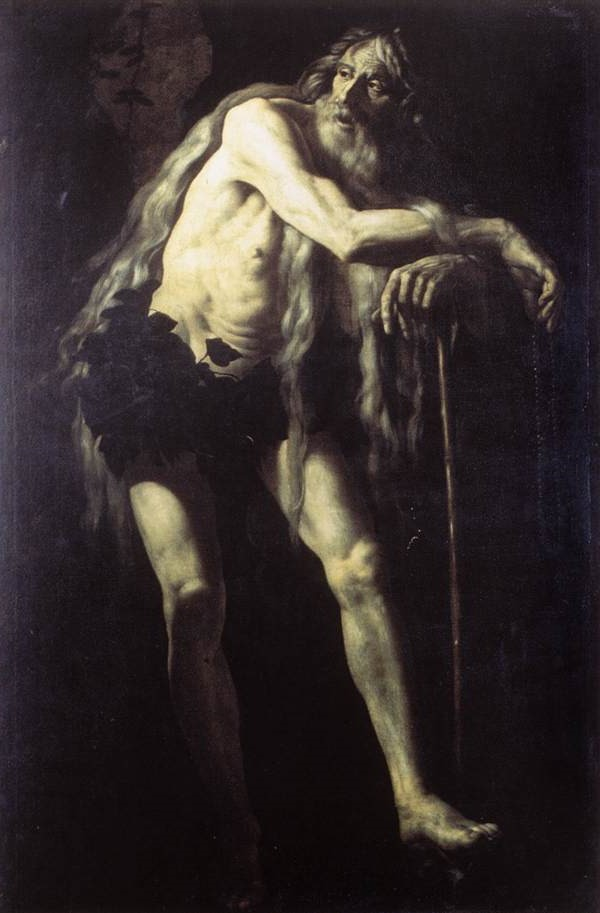
St Onophrius Galleria Nazionale d'Arte Antica 蔵

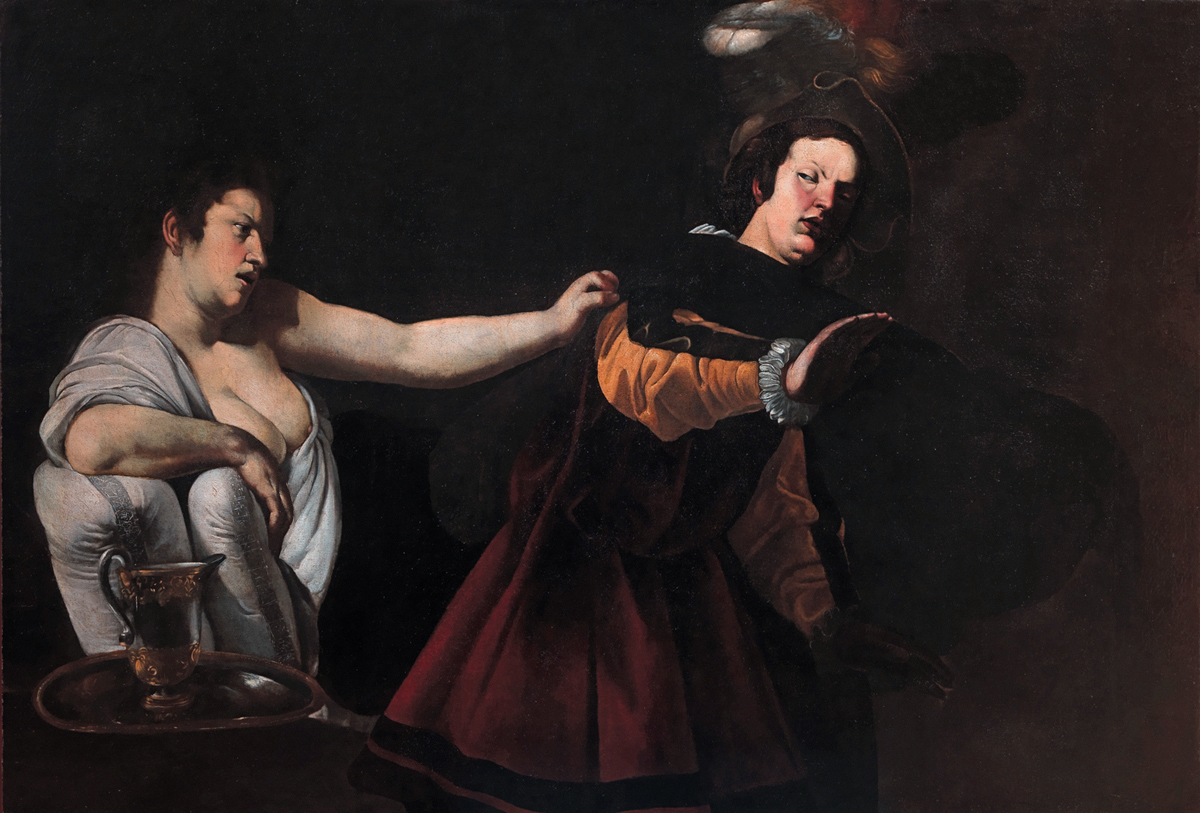
ヨセフとポティファルの妻
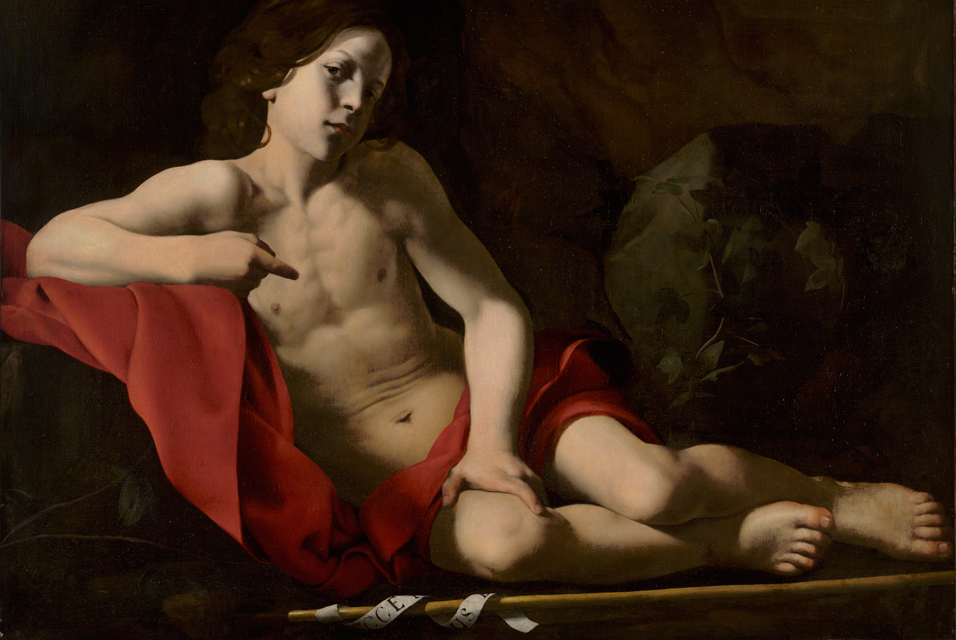
荒野の洗礼者聖ヨハネ バークレー美術館 蔵
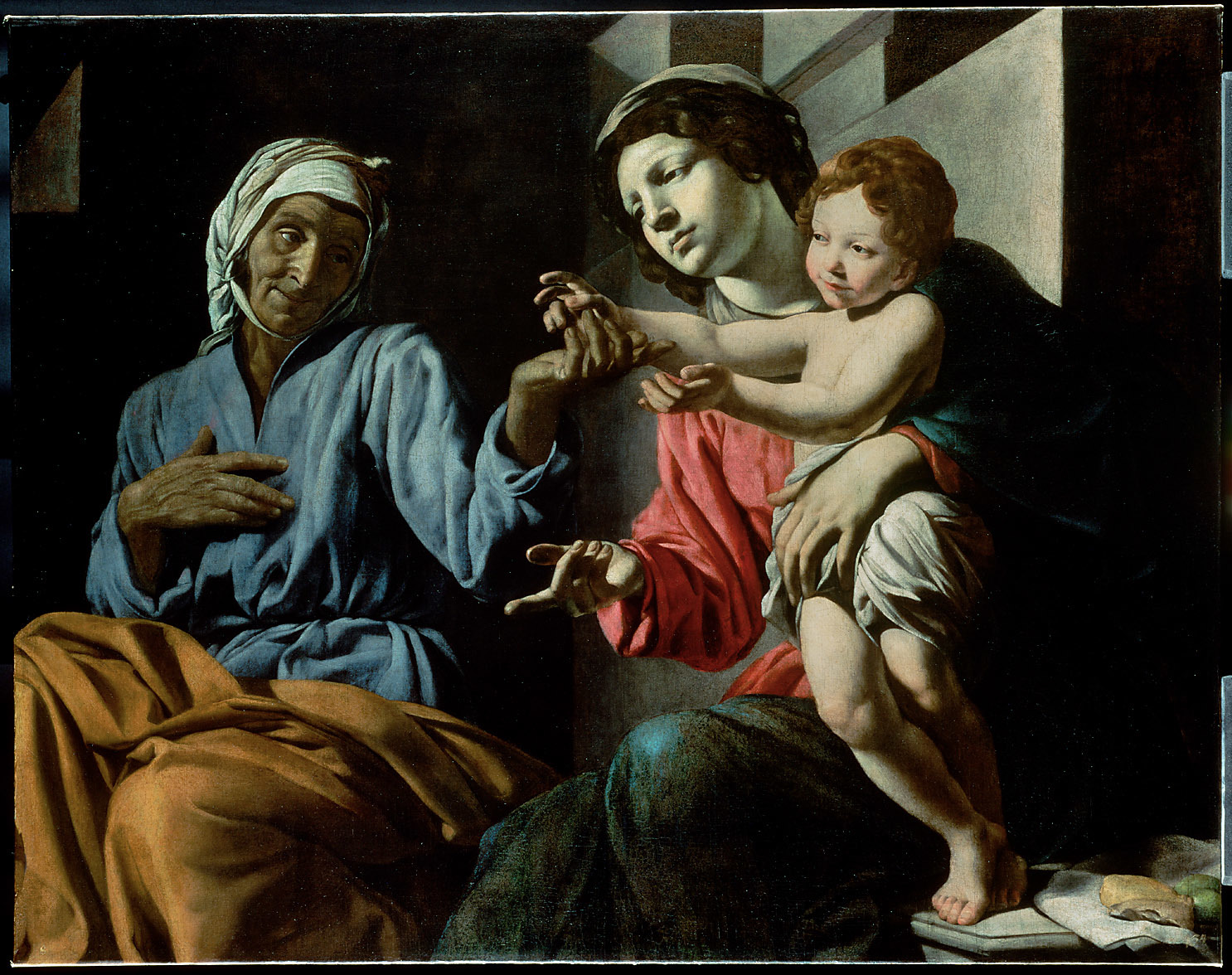
聖アンアと聖母子 美術史美術館蔵